# Pirata tenuisetaceus
Pirata tenuisetaceus là một loài nhện trong họ Lycosidae.
Loài này thuộc chi Pirata. Pirata tenuisetaceus được Jian-yuan Chai miêu tả năm 1987.